# Rhaphiomidas pachyrhynchus
Rhaphiomidas pachyrhynchus är en tvåvingeart som beskrevs av Rogers och Van Dam 2007. Rhaphiomidas pachyrhynchus ingår i släktet Rhaphiomidas och familjen Mydidae. Inga underarter finns listade i Catalogue of Life.